# Вовк Сергій Володимирович
Сергій Володимирович Вовк (нар. 2 березня 1978) — суддя Печерського районного суду Києва, скандально відомий своїми упередженими та політично вмотивованими рішеннями та численними відстороненнями.

## Життєпис
Сергій Вовк народився 2 березня 1978 р.

### Освіта
2000 — закінчив Одеський університет ім. Мечнікова, 2001 в цьому ж вузі здобув кваліфікацію магістра права.
2014 — закінчив Міжрегіональну академію управління персоналом.

## Робота
За час роботи суддею, Вовк отримав скандальну відомість через численні порушення законодавства, винесення політично вмотивованих рішень і кількаразове відсторонення від роботи.
У квітні 2011 року Вовк ухвалив вирок, згідно якого працівників Центру зайнятості визнав винними в отриманні хабаря (30 кг золота вартістю 7 млн $), замінивши покарання випробувальним терміном на 2 роки.
Незважаючи на вирок, суддя повернув обвинуваченим вилучене майно: начальнику управління — швейцарський годинник «Rado», мобільні телефони, було знято арешт з земельних ділянок та будинку, повернено  26 тис. грн. і 5 тис. $, вилучених зі службового кабінету та 1,9 млн грн., 200 тис. євро і 300 фунтів, що лежали у його банківській скриньці. Секретарці суд повернув $27 тис. і 10 тис. грн., вилучених під час обшуку в квартирі, а також $43 тис. і 1 тис. грн., що були вилучені в службовому кабінеті. Водію суд повернув $50 тис., що лежали у його банківській скриньці, а також $1802, 1336 грн. і 1750 російських рублів, вилучених під час особистого обшуку та знято арешт з двох автомобілів, житлового будинку та квартири.

### Справа Юрія Луценка
2012 — Вовк засудив Юрія Луценка до 4 років тюрми за звинуваченням у незаконному святкуванні Дня міліції в палаці «Україна». Згодом Європарламент визнав, що Вовк засудив Луценка з політичних мотивів.

### Справа Валерія Іващенка
Вовк був головою в колегії суддів, яка засудила колишнього в.о. міністра оборони Валерія Іващенка до 5 років ув'язнення. Його звинувачували у зловживанні службовим становищем 2009 року під час підписання плану санації ДП «Феодосійський судомеханічний завод». 2012 року Європейський суд визнав, що Вовк виніс таке рішення з політичних мотивів.

### Справа Портнова
У серпні 2019 — Вовк задовольнив позов колишнього радника Януковича Андрія Портнова щодо захисту честі й гідності та ухвалив стягнення з бюджету 7 млн грн для Портнова.

### Справа про вбивство «Сармата»
Червень 2019 — Вовк відхилив клопотання слідства щодо продовження утримання під вартою Михайла Сігіди, основного підозрюваного у вбивстві бердянського активіста та учасника АТО Віталія «Сармата» Олешка. Суддя відправив підозрюваного під домашній арешт.

### Справа про вбивство Шеремета
З 14 квітня 2006 — суддя Печерського районного суду Києва, з 3 лютого 2011 згідно з постановою Верховної Ради обраний на цю ж посаду безстроково.
Вовк обирав запобіжний захід підозрюваним у вбивстві українського журналіста Павла Шеремета. Андрію Антоненку та Юлії Кузьменко Вовк обрав утримання під вартою до 8 лютого 2020 року.

### Справа Суркісів та Приватбанку
2 вересня 2020 року суддя Вовк виніс «екзотичне» рішення, яким на проміжній стадії процесу задовольнив вимоги шести британських компаній братів Григорія та Ігоря Суркісів щодо списання 350 млн доларів США з державного «ПриватБанку» на їх користь, навіть не вигравши всього розгляду по суті.
«ПриватБанк» стверджує, що позивачі використали так звану схему «віяла» аби обійти автоматичну систему розподілу справ серед суддів: компанії Суркісів одночасно подали три майже однакових заяви, після чого відкликали дві з них, залишивши лише ту, що потрапила на розгляд до Вовка. На розгляді у нього в той час була й інша, пов'язана справа. Міністр юстиції України Денис Малюська назвав цю справу «абсурдною».

### Справа плівок ОАСК
17 червня 2021 року зобов’язав Офіс Генерального прокурора закрити кримінальне провадження щодо частини записів з кабінету голови ОАСК Павла Вовка. Прокуратурі вдалось скасувати це рішення в апеляції.

## Кримінальні провадження
2009 — прокуратура Києва відкрила проти Вовка кримінальну справу за підробку та використання підробленого рішення суду, викрадення цивільної справи та шахрайське заволодіння земельною ділянкою площею 70 га. 23 лютого 2010 Верховний суд підтвердив скасування постанови про порушення цієї справи.
Березень 2015 — ГПУ відкрила кримінальну справу через розблокування Вовком грошей з рахунків колишнього міністра АПК Миколи Присяжнюка, якого звинувачували у розкраданні грошей Аграрного фонду на 540 млн грн, що були виділені на регулювання ціни на цукор. Цього ж місяця Верховна рада ухвалила згоду про арешт Вовка.
2016 — проти Вовка велося досудове слідство щодо прийняття ним завідомо неправосудного рішення у цивільній справі, тоді суддя незаконно позбавив громадянина права власності на майно.
Липень 2019 — Вовк скасував арешт 415 об'єктів нерухомості, що належать на праві власності ТОВ «Пріватофіс», пов'язаного з Коломойським. Майно було заарештовано 2017 року на вимогу ГПУ. Вовк вирішив, що арешт було накладено без доказів співмірності вартості нерухомого майна, на яке було накладено арешт, з розміром шкоди, завданої порушенням. 2017 року за клопотанням ГПУ було накладено арешт на майно під час кримінального провадження щодо видачі кредитів Приватбанком до націоналізації пов'язаним особам на невигідних умовах, що призвело до заборгованості підприємств перед банком на 373 млн грн.

## Відсторонення
П'ять разів Сергія Вовка було відсторонено від роботи, щоразу він повертався до роботи у Печерському суді Києва.
1 березня 2011 — Вища рада юстиції звільнила Вовка з посади судді Печерського райсуду за порушення присяги.
4 березня 2015 — Верховна Рада підтримала зняття недоторканності з суддів Печерського суду: Оксани Царевич, Сергія Вовка і Віктора Кицюка. Вже 6 березня Голосіївський суд відмовився підтримати вимогу ГПУ про арешт Вовка. У лютому 2016 Вовк повернувся на роботу, ГПУ звернулася до ВККС щодо відсторонення Вовка від посади.
4 квітня 2016 — за рішенням Вищої кваліфікаційної комісії суддів Вовка відсторонили від роботи на два місяці. Це був п'ятий випадок відсторонення.
15 січня 2020 суддя Вишгородського районного суду Київської області Олексій Рудюк визнав Вовка невинним у винесенні завідомо неправосудного рішення, але 20 лютого ГПУ подала апеляцію на це рішення.

## Сім'я
- Дружина: Вовк Ксенія Михайлівна (2012—2017 — старший консультант відділу аналізу судової статистики управління вивчення та аналізу судової практики у Верховному суді України)
- Син: Вовк Іван Сергійович
- Син: Вовк Філіп Сергійович
- Син: Вовк Юліан Сергійович[14]
- Татарчук Федор Михайлович (брат дружини) — з 2012 року адвокат. З січня 2012 по липень 2012 — працював у МВС, старший оперуповноважений в особливо важливих справах відділу оперативних розробок управління оперативної роботи Департаменту внутрішньої безпеки[15]
- Татарчук Іван Михайлович (брат дружини) — з 2017 року помічник судді патронатної служби управління забезпечення роботи першої судової палати секретаріату касаційного цивільного суду у Верховному суді. З 2012 року працював у Вищому спеціалізованому суді з розгляду цивільних та кримінальних справ[16].

## Статки
- У декларації 2015 року Вовк зазначив, що має квартиру площею 67,5 м2 (дата набуття права власності — 25.10.2005)[17], але в декларації 2014 року цієї інформації немає[18].